# Шихарев, Александр Фёдорович
Александр Фёдорович Шихарев (1915 — 1942) — наводчик орудия 21-го корпусного артиллерийского полка 50-го стрелкового корпуса 7-й армии Северо-Западного фронта, красноармеец. Герой Советского Союза.

## Биография
Родился в августе 1915 года в селе Салдаманов Майдан (ныне Лукояновского района Нижегородской области) в крестьянской семье. Русский. Окончил 7 классов. Работал в колхозе.
В Красной Армии с 1937 года. Участвовал в советско-финской войне 1939—1940 годов. Наводчик орудия 21-го корпусного артиллерийского полка комсомолец красноармеец Александр Шихарев отличился в боях на выборгском направлении. В течение сорока часов 10 и 11 февраля 1940 года отважный воин-артиллерист не отходил от орудия, ведя огонь прямой наводкой. Уничтожил два вражеских дота вместе с гарнизонами. Будучи ранен, оставался в строю.
Указом Президиума Верховного Совета СССР от 21 марта 1940 года «за образцовое выполнение боевых заданий командования на фронте борьбы с финской белогвардейщиной и проявленные при этом отвагу и геройство» красноармейцу Шихареву Александру Фёдоровичу присвоено звание Героя Советского Союза с вручением ордена Ленина и медали «Золотая Звезда».
По окончании боёв окончил Пензенское артиллерийское училище. На фронте в Великую Отечественную войну с июня 1941 года.
Скончался от ран 26 марта 1942 года. Похоронен в посёлке городского типа Чернь Тульской области.
Награждён орденом Ленина, медалью. Именем Александра Шихарева названа улица в его родном селе.